# Gęstość liczbowa
Gęstość liczbowa – wielkość intensywna określająca liczbę obiektów przypadających na jednostkę objętości. Stosowana jest, między innymi, w odniesieniu do cząstek, nośników ładunku, gwiazd i komórek. W opisie zagadnień chemicznych (na przykład przy określaniu zawartości cząstek stałych – pyłów, włókien – w powietrzu) używany jest również termin stężenie liczbowe, przez analogię do innych sposobów wyrażania stężeń w chemii, a w innych dziedzinach także koncentracja.
Gęstość liczbową oblicza się według wzoru:
{\displaystyle n={\frac {N}{V}}}
gdzie: n – gęstość liczbowa, N – liczba obiektów, V – objętość.

## Jednostki gęstości liczbowej
W układzie SI jednostką gęstości liczbowej jest m⁻³, tj. liczba obiektów na 1 m³. W praktyce stosowane mogą być również wielokrotności i podwielokrotności, np. cm⁻³. Czasami gęstość liczbowa wyrażana jest także w amagatach (amg), zdefiniowanych jako gęstość liczbowa gazu doskonałego w warunkach normalnych:
{\displaystyle 1\,\mathrm {amg} =n_{0}\approx 2{,}687\cdot 10^{19}\,\mathrm {cm} ^{-3}\approx 44{,}615\,\mathrm {mol} \cdot \mathrm {m} ^{-3}}
Parametr n0 to stała Loschmidta. Gęstość liczbowa wyrażona w amagatach będzie więc stosunkiem gęstości liczbowej do stałej Loschmidta wyrażonych w tej samej jednostce (np. w m⁻³):
{\displaystyle n\ [\mathrm {amg} ]={\frac {n}{n_{0}}}}

## Powiązane wielkości

### Stężenie molowe i ułamek molowy
Stężenie liczbowe jest ściśle związane ze stężeniem molowym. Obydwa rodzaje stężeń określają liczbę cząstek zawartych w jednostce objętości, przy czym drugie z nich wykorzystuje do tego jednostkę liczności materii jaką jest mol. Czasem są one ze sobą utożsamiane, jednak stanowią różne wielkości wyrażane w innych jednostkach. Stężenia te są ze sobą związane zależnością:
{\displaystyle c={\frac {n}{N_{\mathrm {A} }}}}
gdzie: c – stężenie molowe; n – stężenie liczbowe; NA – stała Avogadra
Z tego powodu nie stosuje się pojęcia „ułamka liczbowego”, gdyż jest on równy ułamkowi molowemu.

### Liniowa i powierzchniowa gęstość liczbowa
W niektórych dziedzinach wykorzystuje się pojęcie powierzchniowej gęstości liczbowej oraz liniowej gęstości liczbowej. Powierzchniowa gęstość liczbowa zdefiniowana jest jako liczba obiektów przypadających na jednostkę powierzchni i wyrażana m.in. w m⁻²:
{\displaystyle n_{S}={\frac {N}{S}}}
gdzie: nS – powierzchniowa gęstość liczbowa; N – liczba obiektów; S – powierzchnia
Wykorzystywana jest w wielu dziedzinach, przykładowo do określenia liczby gwiazd przypadających na pc² w gromadach, liczby kwiatów i liści lub liczby osób na danym obszarze (gęstość zaludnienia).
Stosowana jest również liniowa gęstość liczbowa, która określa liczbę obiektów przypadających na jednostkę długości:
{\displaystyle n_{L}={\frac {N}{L}}}
gdzie nL – liniowa gęstość liczbowa; N – liczba obiektów; L – długość
Jej jednostką jest m⁻¹ i stosuje się ją w jednowymiarowych modelach opisujących niektóre zjawiska.